# Prašičja gripa
Prašičja gripa je vrsta gripe, ki se razvije pri prašičih. Njeni simptomi so vročina, izguba telesne teže, izčrpanost, oteženo dihanje, kašljanje in izcedek iz oči in nosa. Značilno za bolezen je hitro razširjanje (v enem do treh dneh je okužena celotna čreda), po tednu dni pa izgine tako hitro kot se je pojavila.
Primeri prenosa s prašiča na človeka so zelo redki in od sredine 20. stoletja je poznanih manj kot 50 takih primerov, predvsem pri ljudeh, ki so zelo izpostavljeni - rejcih, delavcih v hlevih ipd. Spomladi leta 2009 pa se je nov podtip virusa prašičje gripe, poimenovan H1N1, prenesel na človeka in se pričel hitro razširjati med ljudmi, kar pripisujejo zaenkrat še neznani mutaciji. Ta sev je kasneje dobil ime nova gripa. Zaradi hitrega širjenja nove gripe, ki se je po do zdaj znanih podatkih pričelo v Mehiki, je Svetovna zdravstvena organizacija junija 2009 uradno razglasila, da gre po njenih kriterijih za pandemijo, ki se je končala dobro leto kasneje.